# Lazarus Chakwera
Lazarus McCarthy Chakwera (sinh ngày 5 tháng 4 năm 1955) là một Malawi một nhà thần học và chính trị gia đã trở thành Tổng thống Malawi vào tháng 6 năm 2020. Ông là lãnh đạo của Đảng Quốc hội Malawi từ năm 2013 và trước đây là Lãnh đạo phe đối lập trong Quốc hội sau bầu cử gây tranh cãi ngày 21 tháng 5 năm 2019 mà đã bị Tòa án Hiến pháp hủy bỏ. Ông là Chủ tịch của Hội đồng Thiên chúa Malawi từ năm 1989 đến ngày 14 tháng 5 năm 2013.

## Tiểu sử
Lazarus Chakwera sinh ra tại Lilongwe, thủ đô hiện tại của Malawi, vào ngày 5 tháng 4 năm 1955 khi đất nước vẫn còn dưới thời cai trị của thực dân Anh. Gia đình ông là nông dân sống ở ngoại ô thành phố. Hai trong số các anh em của ông được sinh ra trước ông đã qua đời và cha ông tin rằng ông sẽ sống, đã đặt cho cậu cái tên Lazarus nhân vật trong Kinh thánh được nuôi dưỡng từ sau khi chết. Lazarus Chakwera đã kết hôn với Monica và họ cùng nhau có bốn người con và cháu.
Chakwera tốt nghiệp Cử nhân Nghệ thuật (Triết học) tại Đại học Malawi năm 1977. Ông học thần học và lấy bằng danh dự của Đại học Bắc ở Nam Phi và lấy bằng thạc sĩ (MTh) từ Đại học Nam Phi vào năm 1991. Trường Đại học quốc tế Trinity ở Mỹ trao tặng cho ông một học vị tiến sĩ (D. Min) vào năm 2000. Ông trở thành một giáo sư tại Chủng viện thần học Pan-Châu Phi vào năm 2005.
Ông đã làm việc trong vai trò giảng viên hướng dẫn tại Trường Thần học Hội đồng từ năm 1983 đến năm 2000, nơi ông trở thành Hiệu trưởng vào năm 1996. Ông là đồng giám đốc và là giảng viên tại Chủng viện Thần học All Nations. Kể từ năm 1989, ông đã chủ trì Hội đồng Thiên chúa của Malawi. Vào ngày 14 tháng 4 năm 2013, ông đã khiến nhiều người ngạc nhiên khi tuyên bố ý định điều hành tại một Công ước của Đảng Quốc hội Malawi (MCP) vai trò đối lập với tư cách là chủ tịch trong khi vẫn duy trì Chủ tịch Hội đồng Thiên chúa.

## Sự nghiệp chính trị
Tin tức về ý định chạy đua tranh cử của Chakwera trong cuộc đua chủ tịch của MCP đã được báo cáo lần đầu tiên trên phương tiện truyền thông trực tuyến vào ngày 9 tháng 4 năm 2013. Họ đã được xác nhận vào ngày 14 tháng 4 năm 2013. Chakwera đã nộp các hồ sơ đề cử của ông trong khi vẫn ở vị trí Chủ tịch Hội đồng Thiên chúa. Hội nghị MCP dự kiến vào ngày 27 tháng 4 năm 2013 sau đó đã bị hoãn lại đến 10 và 11 tháng 8, ông được bầu làm chủ tịch của MCP và đại diện cho đảng trong cuộc tổng tuyển cử năm 2014. Trong cuộc tổng tuyển cử năm 2014 ở Malawi, nhiều tin đồn đã suy đoán trên các phương tiện truyền thông rằng các cuộc bầu cử đã có bất thường. Chakwera đã khuyên tất cả người dân Malawia nên giữ ôn hòa, chấp nhận kết quả và chờ đợi các cuộc bầu cử sắp tới. Bên cạnh việc thành công với tư cách là chủ tịch đảng đối lập chính, ông còn phục vụ với tư cách là thành viên của quốc hội cho khu vực bầu cử Tây Bắc Lilongwe.
Chakwera tuyên bố từ chức Chủ tịch Hội đồng Thiên chúa (AG) có hiệu lực vào ngày 14 tháng 5 năm 2013. Ông nói điều này sẽ cho phép ông tập trung hơn vào chính trị sắp tới và tuyên bố rằng ông vẫn đang phục vụ Chúa ở một nơi chỉ là khác bối cảnh. Chakwera đã gia nhập lực lượng với nhà lãnh đạo UTM Saulos Chilima, thành lập một Liên minh để chuẩn bị cho cuộc tổng tuyển cử vào tháng 6 năm 2020 ở Malawi. Điều này xảy đến khi Tòa án phán quyết loại trừ cuộc tổng tuyển cử năm 2019 do những bất thường lớn sau khi DPP tuyên bố chiến thắng.
Chakwera đã đánh bại tổng thống đương nhiệm Peter Mutharika trong cuộc bầu cử năm 2020, ông đã giành được gần 59% phiếu bầu. Chakwera đã tuyên thệ nhậm chức tổng thống thứ sáu của Malawi vào ngày 28 tháng 6. Nhân dịp này, Malawi đã làm nên hiện tượng lịch sử ở phía bắc tiểu vùng Sahara Châu Phi khi một tòa án lật ngược cuộc bầu cử tổng thống do sự bất thường và một nhà lãnh đạo phe đối lập đã tiếp tục giành chiến thắng trong cuộc bầu cử lại.